# Вишнополь (Хмельницкая область)
Вишнополь (укр. Вишнопіль) — село в Староконстантиновском районе Хмельницкой области Украины.
Население по переписи 2001 года составляло 714 человек. Почтовый индекс — 31141. Телефонный код — 3854. Занимает площадь 2,019 км². Код КОАТУУ — 6824282001.

## Местный совет
31141, Хмельницкая обл., Староконстантиновский р-н, с. Вишнополь